# Șaua Borlești
Șaua Borlești sau Șaua Nechit(ului) este o șa din Subcarpații Moldovei situată în județul Neamț. Este străbătută de DJ156A și asigură comunicarea dintre depresiunea Cracău-Bistrița și compartimentul nordic, Frumoasa, al depresiunii Tazlău-Cașin. Altitudinea ei este de 536 m

## Date geografice
Șaua se găsește în raport funcțional de vecinătate cu Șaua Moinești, spre sud și cu Șaua Crăcăoani spre nord. Ea aparține aliniamentului tectono-structural și morfologic pe care se află contactul dintre zonele montană și subcarpatică.
Altitudinea maximă la trecerea peste șa a DJ156A este de 508,9 m, acolo unde acesta trece printre dealurile Fluturelui (535,87 m), aflat la nord-nord-vest și dealul Scaunelor (532,6 m, aflat la sud-sud-est).
Cea mai apropiată cale ferată este Bacău–Bicaz. Ca obiective turistice, în apropiere se găsesc Mănăstirea Tazlău, Mănăstirea Nechit și bisericile de lemn din Rediu și din Poloboc.

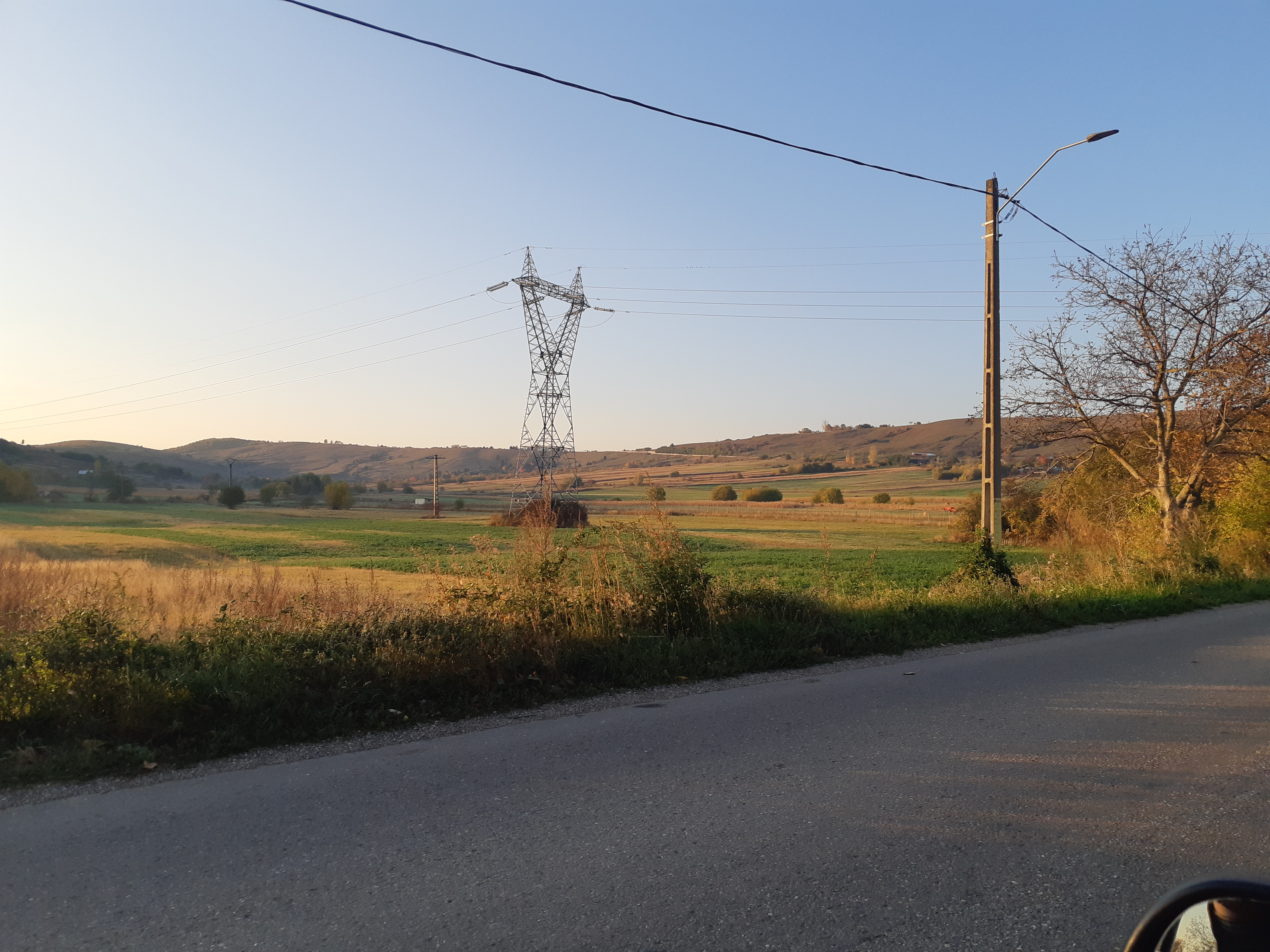
În urcare spre șa, venind dinspre Roznov.
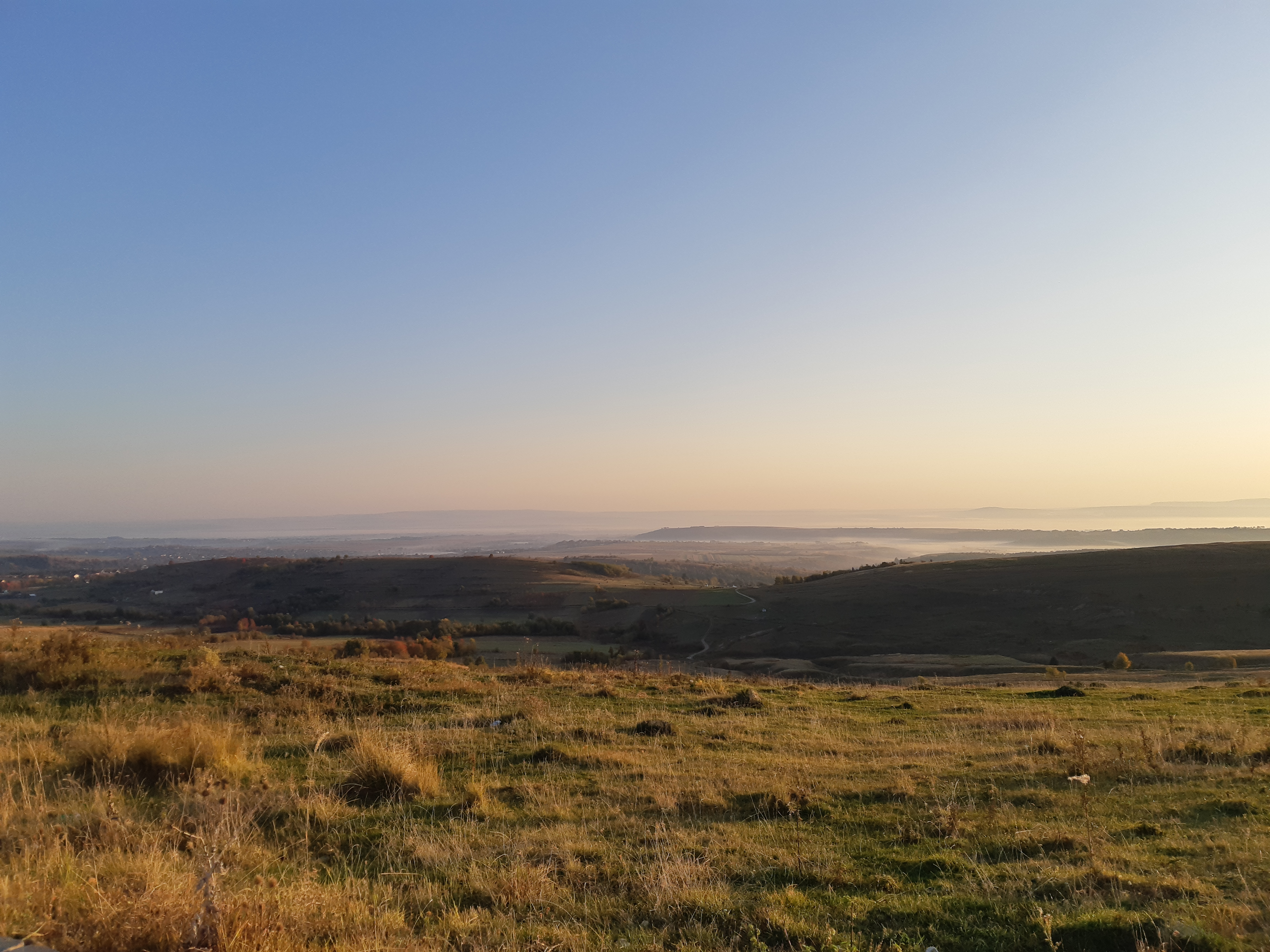
De pe șa, cu obiectivul spre Depresiunea Cracău-Bistriţa.
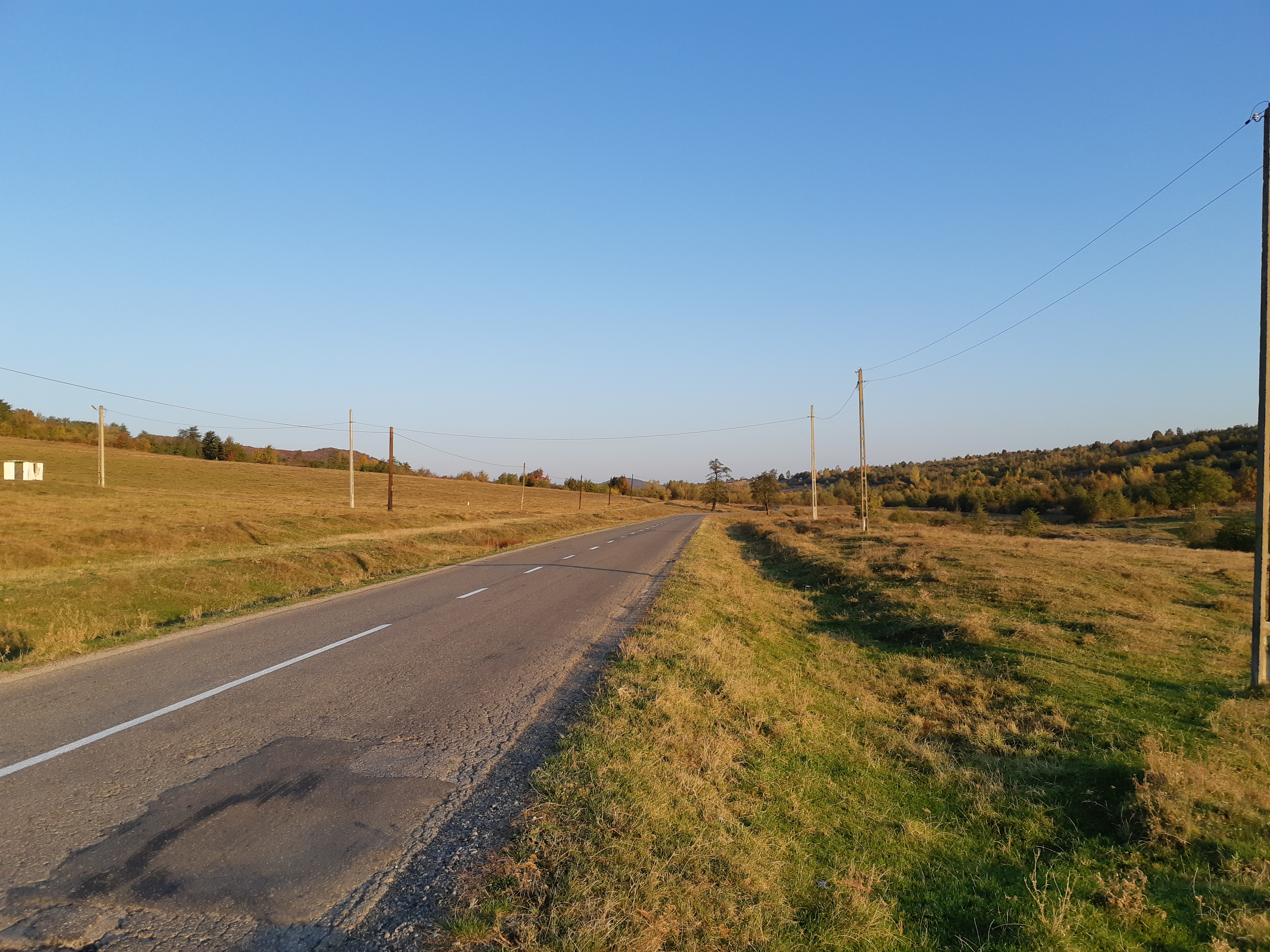
În urcare spre șa, venind dinspre Tazlău